# Grupo de Artillería Antiaéreo 161
El Grupo de Artillería Antiaéreo 161 (GAA 161) fue una unidad de artillería del Ejército Argentino con asiento en San Luis, Provincia de San Luis.

## Historia
La unidad se constituyó el 10 de octubre de 1941 en la Provincia de San Luis. Tuvo múltiples cambios de asiento pero nunca abandonó esta provincia.
En 1964 la unidad adoptó el nombre de Grupo de Artillería de Defensa Aérea 141 (GADA 141) siendo transferido a la órbita del III Cuerpo de Ejército.
La unidad fue partícipe de crímenes de lesa humanidad durante el terrorismo de Estado en Argentina en las décadas de 1970 y 1980.
En 1981 cambia su denominación a GADA 161 y pasa al IV Cuerpo de Ejército. En 1991 es desactivado el IV Cuerpo y en 1999 cambia a Grupo de Artillería Antiaéreo 161 (GAA 161), regresando al III Cuerpo.
En el año 2019 fue desactivado y absorbido por la Agrupación de Artillería de Campaña 601.